# Riverside (Maryland)
Pour les articles homonymes, voir Riverside.
Riverside est une census-designated place située dans le comté de Harford, dans l’État du Maryland, aux États-Unis. Lors du recensement de 2020, elle comptait 7 021 habitants.